# Chaetopisthes sulciger
Chaetopisthes sulciger är en skalbaggsart som beskrevs av Erich Wasmann 1899. Chaetopisthes sulciger ingår i släktet Chaetopisthes och familjen Aphodiidae. Inga underarter finns listade i Catalogue of Life.